# Careproctus eltaninae
Careproctus eltaninae és una espècie de peix pertanyent a la família dels lipàrids.
És un peix marí i batidemersal que viu entre 2.869 i 3.038 m de fondària al mar de Scotia. És inofensiu per als humans.